# 中国科学技术大学校友列表
中国科学技术大学是中国著名大学。从1963年开始有第一届毕业生以来，中科大已有50名本科毕业生当选中国科学院或中国工程院院士，平均每千名本科毕业生中产生一名院士，比例之高为全国之最。以下为中国科学技术大学知名校友的列表。

## 学术界

### 美国艺术与科学院（AAAS）院士
- 骆利群：斯坦福大学教授、HHMI研究员[2]
- 杨培东：加州大学伯克利分校教授[3]

### 美国国家科学院（NAS）院士
- 骆利群：斯坦福大学教授、HHMI研究员
- 庄小威：哈佛大学教授、麦克阿瑟天才奖获得者、HHMI研究员[4]

### 美国国家工程院（NAE）院士
- 周郁：普林斯顿大学教授
- 李凯：普林斯顿大学教授、ACM Fellow、IEEE Fellow[5]

### 美国数学学会（AMS）会士
- 陈秀雄：美国石溪大学数学系教授[6]
- 鄂维南：普林斯顿大学教授[7]、美国青年科学家总统奖获得者、SIAM Fellow
- 李岩岩：新泽西州立大学数学系教授[8]
- 舒其望：美国布朗大学应用数学系主任，SIAM Fellow[9]
- Zhang, James J.：华盛顿大学数学系教授[10]

### 美国物理学会（APS）会士
- 丁卫星：加州大学洛杉矶分校教授、APS Fellow
- 陈候通，美国洛斯阿拉莫斯国家实验室资深科学家、APS Fellow
- 陈剑平：APS Fellow
- 陈志刚：旧金山州立大学物理和天文系教授、APS Fellow
- 段路明：密歇根大学教授、APS Fellow
- 范汕洄：斯坦福大学教授、APS Fellow、IEEE Fellow[11]
- 傅国勇：APS Fellow
- 何小刚：台湾大学物理系教授、APS Fellow
- 李育人：美国德雷塞尔大学教授、APS Fellow
- 林海青：APS Fellow
- 卢征天：阿贡国家实验室科学家、芝加哥大学物理系和费米研究所教授、APS Fellow
- 平源：美国劳伦斯利弗莫尔国家实验室物理学家、APS Fellow
- 齐飞：上海交通大学教授、APS Fellow
- 钱剑明：密歇根大学教授、APS Fellow
- 钱永忠：明尼苏达大学教授、APS Fellow
- 邱建伟：布鲁克海文国家实验室物理学家、杨振宁理论物理研究所教授、APS Fellow
- 申猛燕：马萨诸塞大学洛厄尔分校副教授、APS Fellow
- 斯其苗：APS Fellow
- 汤超：北京大学教授、APS Fellow
- 汤雷翰：APS Fellow
- 陶荣甲：天普大学教授、APS Fellow
- 涂予海：IBM T. J. Watson 研究院、APS Fellow
- 王富强：普渡大学教授、APS Fellow
- 王海林：俄勒冈大学教授、APS Fellow
- 王鸿飞：西北太平洋国家实验室教授、APS Fellow
- 王楠林：中国科学院物理研究所研究员、APS Fellow
- 王善祥：斯坦福大学教授、APS Fellow
- 文小刚：麻省理工学院教授、APS Fellow[12]
- 吴奇：中国科学院院士、APS Fellow
- 吴小华：加拿大皇家军事学院机械和航空航天工程系教授、APS Fellow
- 谢心澄：APS Fellow
- 熊鹏：佛罗里达州立大学教授、APS Fellow
- 许怒：劳伦斯伯克利国家实验室、APS Fellow
- 许长补：布鲁克海文国家实验室物理学家、APS Fellow、美国青年科学家总统奖获得者
- 张福春：APS Fellow
- 张世伟：威廉与玛丽学院教授、APS Fellow
- 张曙丰：APS Fellow
- 张卓敏：乔治亚理工大学教授、APS Fellow
- 赵政国：中国科学技术大学教授、APS Fellow
- 周冰：密歇根大学教授、APS Fellow[13]
- 庄小威：哈佛大学教授、APS Fellow

### 美国化学学会（ACS）会士
- 黄雪飞：
- 夏幼南：华盛顿大学化学系教授[14]

### 计算机协会（ACM）会士
- 韩家炜：伊利诺伊大学教授、ACM Fellow、IEEE Fellow[15]
- 姜涛：加州大学河滨分校教授、ACM Fellow
- 李凯：普林斯顿大学教授、ACM Fellow、IEEE Fellow
- 李明：加拿大滑铁卢大学教授、 加拿大生物信息研究讲座教授、加拿大皇家学会院士、ACM Fellow、IEEE Fellow

### 电气电子工程师学会（IEEE）会士
- 曹希仁：IEEE Fellow
- 陈以龙：IEEE Fellow
- 陈长汶：纽约州立大学布法罗分校计算机科学与工程系教授、IEEE Fellow
- 邓立：滑铁卢大学教授、IEEE Fellow、ASA Fellow
- 范汕洄：
- 付敏跃：IEEE Fellow
- 高立新：麻省大学电子与计算机工程系教授、IEEE Fellow
- 龚维博：马萨诸塞大学阿默斯特分校教授、IEEE Fellow
- 韩家炜：伊利诺伊大学教授、ACM Fellow、IEEE Fellow
- 胡小平：IEEE Fellow
- 贾小华：
- 江宏：英特尔视觉计算事业部首席高级工程师、视觉计算首席架构师
- 李凯：普林斯顿大学教授、ACM Fellow、IEEE Fellow
- 李明：加拿大滑铁卢大学教授、 加拿大生物信息研究讲座教授、加拿大皇家学会院士、ACM Fellow、IEEE Fellow
- 李鹏：Altera公司首席架构师
- 李世鹏：
- 李卫平：IEEE Fellow
- 李欣：西弗吉尼亚大学计算机科学与电子工程系教授、IEEE Fellow
- 李学龙：
- 刘勇：纽约大学副教授、IEEE Fellow
- 罗杰波：Kodak Research Laboratories、IEEE Fellow、SPIE Fellow
- 乔春明：纽约州立大学布法罗分校计算机系教授、IEEE Fellow
- 孙静：IEEE Fellow
- 孙立：
- 孙启彬：IEEE Fellow
- 汤晓鸥：IEEE Fellow
- 陶大程：澳大利亚悉尼科技大学量子计算与人工智能中心教授
- 陶钢：IEEE Fellow
- 田智：
- 王善祥：斯坦福大学教授[16]、IEEE Fellow
- 谢旻：新加坡国立大学教授、IEEE Fellow
- 谢伟：
- 徐善驾：中国科学技术大学教授、IEEE Fellow
- 姚新：伯明翰大学教授、中国科大大师讲席教授、中国科学院自动化研究所研究员、IEEE Fellow
- 余星火：IEEE Fellow
- 曾凡钢：加州大学埃尔文分校教授
- 张亚勤：IEEE Fellow
- 周郁：IEEE Fellow
- 朱松纯：加利福尼亚大学洛杉矶分校
- 朱文武：微软亚洲研究院

### 美国机械工程师学会（ASME）会士
- 李铭：ASME Fellow
- 徐贤帆：ASME Fellow
- 张卓敏：ASME Fellow
- 周元鑫：ASME Fellow

### 中国科学院院士
| 姓名   | 籍贯                     | 学科                       | 当选年份 | 中国科学院学部   | 与中国科学技术大学的关系                                 | 备注 |  |
| ------ | ------------------------ | -------------------------- | -------- | ---------------- | -------------------------------------------------------- | --- |  |
| 白以龙 | 云南祥云人，祖籍浙江镇海 | 力学家                     | 1991年   | 数学物理学部     | 1963年本科毕业于力学系（系首届本科毕业生）               | |  |
| 赵忠贤 | 辽宁新民人               | 超导物理学家               | 1991年   | 数学物理学部     | 1964年本科毕业于技术物理系                               | 中国科学技术协会副主席 1989年，国家自然科学一等奖（第一完成人） 1997年，何梁何利基金科学与技术进步奖 2013年，国家自然科学一等奖（第一完成人） 2014年，何梁何利基金科学与技术成就奖 2015年，马蒂亚斯奖 2016年度中华人民共和国国家最高科学技术奖 |  |
| 朱清时 | 四川彭州人               | 物理化学家                 | 1991年   | 化学部           | 1968年本科毕业于近代物理系                               | 中国科学技术大学校长（1998-2008） 南方科技大学校长（2009.09-2014.09） |  |
| 陈颙   | 重庆人，祖籍四川宿迁     | 地球物理学家               | 1993年   | 地学部           | 1965年本科毕业于地球物理系                               | |  |
| 马志明 | 四川成都人，祖籍山西交城 | 数学家                     | 1995年   | 数学物理学部     | 1981年研究生毕业于研究生院                               | 1998年当选为第三世界科学院院士 中国数学会理事长 2002年国际数学家大会组委会主席 2005年获得华罗庚数学奖 |  |
| 徐建中 | 江西吉安人               | 工程物理学家               | 1995年   | 技术科学部       | 1963年本科毕业于近代力学系（系首届本科毕业生）           | 中科院技术科学部主任 中国工程热物理学会理事长 |  |
| 施蕴渝 | 江苏南京人               | 生物物理学家、结构生物学家 | 1997年   | 生命科学与医学部 | 1965年本科毕业于物理学系生物物理专业                     | |  |
| 佟振合 | 山东梁山人               | 有机化学家                 | 1999年   | 化学部           | 1963年本科毕业于高分子化学与物理系（系首届本科毕业生）   | 中国科学院感光化学研究所所长 |  |
| 严加安 | 江苏邗江人               | 数学家                     | 1999年   | 数学物理学部     | 1964年本科毕业于应用数学系                               | 2007年，获得华罗庚数学奖 2010年5月，当选国际数理统计学会会士 |  |
| 李崇银 | 四川达县人               | 气象学家                   | 2001年   | 地学部           | 1963年本科毕业于地球物理系（系首届本科毕业生）           | 中国气候研究委员会(WCRP中国委员会)主席，2004年２月27日，被中央军委授予文职少将军衔 |  |
| 李邦河 | 浙江乐清人               | 数学家                     | 2001年   | 数学物理学部     | 1965年本科毕业于数学系                                   | 1989年陈省身数学奖，2009年华罗庚数学奖 |  |
| 石耀霖 | 河北保定人，生于广西桂林 | 地球物理学家               | 2001年   | 地学部           | 1966年本科毕业于地球物理学系                             | 第三世界科学院院士 |  |
| 王志珍 | 上海人，祖籍江苏吴县     | 分子生物学家               | 2001年   | 生命科学与医学部 | 1964年本科毕业于物理学系生物物理专业                     | |  |
| 陈霖   | 四川成都人，祖籍福建福州 | 认知科学与实验心理学家     | 2003年   | 生命科学与医学部 | 1970年毕业于生命科学系                                   | |  |
| 郭光灿 | 福建惠安人               | 量子物理学家               | 2003年   | 数学物理学部     | 1965年本科毕业于无线电电子学系                           | |  |
| 侯建国 | 福建福清人               | 化学家                     | 2003年   | 化学部           | 1982年本科毕业于物理学系，1989年博士毕业于固体物理专业   | 中国科学技术大学校长（2008-2015.01） 中国科学院副院长、党组副书记（2018.03-） |  |
| 刘嘉麒 | 辽宁丹东人，祖籍辽宁北宁 | 地质学家                   | 2003年   | 地学部           | 1986年博士毕业于研究生院                                 | 中国第四纪科学研究会理事长，中国科学院地质研究所所长 |  |
| 李曙光 | 陕西咸阳人               | 地球化学家                 | 2003年   | 地学部           | 1965年本科毕业于地球化学系                               | |  |
| 林尊琪 | 北京人，祖籍广东潮阳     | 激光技术学家               | 2003年   | 信息科学技术部   | 1964年本科毕业于无线电系                                 | |  |
| 饶子和 | 江苏南京人               | 生物物理学家、结构生物学家 | 2003年   | 生命科学与医学部 | 1977年本科毕业于物理学系生物物理专业                     | 南开大学校长（2007.03-2011.01） 第三世界科学院院士 |  |
| 吴奇   | 安徽芜湖人，祖籍安徽桐城 | 高分子物理化学家           | 2003年   | 化学部           | 1982年本科毕业于近代化学系                               | 1999年，获选美国物理学会Fellow |  |
| 黄民强 | 上海人                   | 信息学家                   | 2005年   | 信息技术科学部   | 1989年博士毕业于中国科学技术大学研究生院                 | |  |
| 李洪钟 | 山西昔阳人               | 工程化学家                 | 2005年   | 化学部           | 1981年研究生毕业于化学系                                 | |  |
| 王大成 | 四川成都人               | 生物物理学家               | 2005年   | 生命科学与医学部 | 1963年本科毕业于物理学系生物物理专业（系首届本科毕业生） | |  |
| 魏奉思 | 四川绵阳人               | 空间物理学家               | 2005年   | 地学部           | 1963年本科毕业于地球物理学系（系首届本科毕业生）         | 2007年 ，何梁何利基金科学与技术进步奖 |  |
| 陈润生 | 天津人                   | 生物信息学家               | 2007年   | 生命科学与医学部 | 1964年本科毕业于物理学系                                 | |  |
| 俞昌旋 | 福建福清人，生于印尼     | 等离子体物理学家           | 2007年   | 数学物理学部     | 1965年本科毕业于近代物理系                               | |  |
| 王自强 | 上海人，祖籍浙江定海     | 固体力学家                 | 2009年   | 技术科学部       | 1963年本科毕业于近代力学系（系首届本科毕业生）           | |  |
| 鄂维南 | 江苏靖江人               | 数学家                     | 2011年   | 数学物理学部     | 1982年本科毕业于数学系                                   | |  |
| 李亚栋 | 安徽宿松人               | 无机化学家                 | 2011年   | 化学部           | 1998年，博士、硕士毕业于化学系                           | |  |
| 潘建伟 | 浙江东阳人               | 量子物理学家               | 2011年   | 数学物理学部     | 1992年本科毕业于近代物理系                               | 2015年，国家自然科学一等奖 2016年6月，当选中国科学技术协会副主席 2016年，感动中国年度人物 2017年，未来科学大奖物质科学奖 2018年12月，庆祝改革开放40周年大会上获得改革先锋称号                                                                  |  |
| 沈保根 | 浙江平湖人               | 材料学家                   | 2011年   | 数学物理学部     | 1976年本科毕业于物理系                                   | |  |
| 张肇西 | 广西人，祖籍河北唐山     | 粒子物理学家               | 2011年   | 数学物理学部     | 1963年本科毕业于近代物理系（系首届本科毕业生）           | |  |
| 郑建华 | 吉林长春人，祖籍浙江宁波 | 信息学家                   | 2011年   | 信息科学技术部   | 1987年毕业于研究生院                                     | |  |
| 谢毅   | 安徽阜阳人               | 无机固体化学家             | 2013年   | 化学部           | 1996年博士毕业于近代化学系                               | 2013年，获得国际化学化工杰出女性奖 2015年3月，联合国教科文组织颁发的世界杰出女科学家成就奖 2015年11月，当选为发展中国家科学院（TWAS）院士 |  |
| 赵政国 | 湖南靖县人，祖籍湖南邵东 | 高能物理、实验粒子物理学家 | 2013年   | 数学物理学部     | 1982年本科、1986年博士毕业于近代物理系                   | |  |
| 陈仙辉 | 湖南湘潭人               | 超导物理学家               | 2015年   | 数学物理学部     | 1992年博士毕业于凝聚态物理专业                           | 2013年，国家自然科学一等奖 |  |
| 陈晓非 | 辽宁本溪人               | 地球物理学家               | 2015年   | 地学部           | 1982年本科毕业于地球和空间科学系                         | |  |
| 杜江峰 | 江苏无锡人               | 物理学家                   | 2015年   | 数学物理学部     | 1990年本科毕业于物理系（少年班）                         | 浙江大学校长 |  |
| 窦贤康 | 安徽泗县人               | 大气物理学家               | 2017年   | 地学部           | 1987年本科毕业于地球与空间科学系                         | 武汉大学校长（2016.12-） |  |
| 常进   | 江苏泰兴人               | 天文学家                   | 2019年   | 数学物理学部     | 1992年硕士毕业于近代物理系；1989年本科毕业于近代物理系   | 中国科学院紫金山天文台台长、中国科学院暗物质与空间天文实验室主任、暗物质和空间天文研究部主任、探月天文应用分系统主任设计师 |  |
| 林海青 |                          | 物理学家                   | 2019年   | 数学物理学部     | 1981年本科毕业于物理系                                   | 美国物理学会会士，香港中文大学物理系系主任，北京计算科学研究中心主任 |  |
| 陆夕云 | 江苏泰州                 | 物理学家                   | 2019年   | 数学物理学部     | 1992年博士毕业                                           | |  |
| 汤超   | 江苏弋阳人               | 生物物理学家               | 2019年   | 数学物理学部     | 1982年本科毕业力学系                                     | |  |
| 叶向东 | 安徽人                   | 数学家                     | 2019年   | 数学物理学部     | 1985年硕士、本科毕业数学系                               | 2013年陈省身数学奖 |  |
| 李景虹 |                          | 化学家                     | 2019年   | 化学部           | 1991年本科毕业化学物理专业、高分子材料工程专业           | 2000年全国百篇优秀博士论文；第十二届、十三届全国政协委员 |  |
| 杨金龙 | 江苏盐城人               | 化学家                     | 2019年   | 化学部           | 1991年博士、硕士毕业于化学系                             | 中国科学技术大学副校长（2018.05-） |  |
| 俞书宏 | 安徽庐江人               | 化学家                     | 2019年   | 化学部           | 1998年博士毕业于化学系                                   | 2013年当选英国皇家学会会士 |  |
| 李献华 | 江苏南京人，籍贯浙江温州 | 地球化学家                 | 2019年   | 地学部           | 1983年本科毕业于地球和空间科学系地球化学专业             | 2007年当选美国地质学会会士 |  |
| 孙和平 |                          | 地球物理学家               | 2019年   | 地学部           | 1980年本科毕业于地球和空间科学系                         | 中国科学院测量与地球物理研究所所长 |  |
| 王赤   |                          | 空间物理学家               | 2019年   | 地学部           | 1990年本科毕业于地球和空间科学系                         | 中国科学院空间科学与应用研究中心主任 |  |
| 相里斌 | 山西万荣人               | 信息技术学家               | 2019年   | 信息技术科学部   | 1990年本科毕业于精密机械与仪器系                         | 中国科学院副院长（2016.04） |  |

### 中国工程院院士
- 陈立泉：2001年当选[17]。
- 邓中翰：2009年当选[18]、中星微电子董事长。
- 董春鹏：2009年当选[19]。
- 杜善义：1999年当选[20]。
- 范维澄：2001年当选[21]。
- 龚惠兴：1995年当选[22]。
- 何多慧：1995年当选[23]。
- 李国杰：1995年当选[24]。
- 刘连元：2011年当选[25]。
- 宋湛谦：1999年当选[26]。
- 王震西：1995年当选[27]。
- 魏复盛：1997年当选[28]。
- 吴以成：2005年当选[29]。
- 吴有生：1994年当选[30]。
- 许祖彦：2001年当选[31]。
- 杨秀敏：1995年当选[32]。
- 周寿桓：2003年当选[33]。

### 第三世界科学院院士
- 白志东：第三世界科学院院士
- 陈颙：出生于重庆，籍贯江苏宿迁，地球物理学家，1965年毕业于中国科学技术大学地球物理学系，1993年当选为中国科学院地学部委员[34]、第三世界科学院院士。

### 其他
- 文勇刚：新加坡工程院院士，南洋理工工学院副院长
- 蔡天西：哈佛大学教授[35]
- Xiaodong Cao：[36] - Associate Professor of Mathematics, Cornell University
- Lu Chen[37] - Professor of Neurosurgery, Stanford University
- 陳秀雄：[38] - Professor, Department of Mathematics, Stony Brook University
- Yuguo Chen：[39] - Associate Professor, Department of Statistics, University of Illinois at Urbana-Champaign
- 崔强：威斯康辛麦迪逊大学教授[40]
- Yi Cui：[41] - Associate Professor of Materials Science, Stanford University
- 陈梅：南加州大学医学系教授[42]
- Yuguo Chen：伊利诺伊大学厄巴纳-香槟分校副教授[43]
- 杜强：哥伦比亚大学讲席教授[44]
- 段路明：密歇根大学教授[45]
- 段镶锋：加州大学洛杉矶分校教授[46]
- 鄂維南（Weinan E）：[47] - Professor, Department of Mathematics and Program in Applied and Computational Mathematics, Princeton University
- Shanhui Fan：[48] - Professor of Electrical Engineering, Stanford University
- Liang Fu：[49] - Assistant Professor of Physics, MIT
- 高大勇：华盛顿大学教授[50]
- Jiti Gao：阿德莱德大学教授[51]
- 葛健：佛罗里达大学天文系教授[52]
- Hua Gu：[53] - Irene Diamond Associate Professor of Immunology, Columbia University
- 管俊林：密歇根大学教授[54]、Fellow of American Association for the Advancement of Sciences
- Xin Guo：[55] - Coleman Fung Chair Professor of Industrial Engineering and Operations Research, University of California, Berkeley
- Jiawei Han：[56] - Abel Bliss Professor, Department of Computer Science, University of Illinois at Urbana–Champaign
- Quan Hao：[57] - Director of MacCHESS, Cornell University
- Ruixin Huang：[58] - Scientist Emeritus of Physical Oceanography, Woods Hole Oceanographic Institution
- Xudong Huang：[59] - Assistant Professor of Psychiatry, Harvard Medical School
- Steven Kou：[60] - Professor of Industrial Engineering and Operations Research, Columbia University
- 赖东：康奈尔大学教授[61]
- 李海涛：密歇根大学教授[62]
- Ju Li：[63] - Battelle Energy Alliance Professor of Nuclear Science and Engineering and Professor of Materials Science and Engineering, MIT
- Kai Li：[64] - Charles C. Fitzmorris Professor of Computer Science, Princeton University
- Xingde Li：约翰·霍普金斯大学教授[65]，SPIE Fellow, OSA Fellow, AIMBE Fellow
- Jian Lin：[66] - Henry Bryant Bigelow Chair Senior Scientist of Oceanography, Woods Hole Oceanographic Institution
- 刘奋勇：加州大学伯克利分校教授[67]
- Liu Gang：[68] - Professor of Physics and Mathematics, Bell Labs
- 刘洪：麻省理工学院副教授[69]
- Liu Jing：[70] - tenured professor at UCLA Anderson School of Management, UCLA
- 卢建平：北卡罗莱纳大学物理与天文学系教授[71]
- Songwu Lu：[72] - Professor of Computer Science, UCLA
- 骆利群（Liqun Luo）：[73] - Professor of Biological Sciences, Howard Hughes Medical Institute Investigator, Stanford University, member of National Academy of Sciences
- 吕晨阳：圣路易斯华盛顿大学计算机系教授[74]
- 吕忠林：南加州大学心理学系与生物医学工程系教授[75]
- 罗丹：康奈尔大学教授[76]
- 罗坤忻：加州大学伯克利分校教授[77]
- 寇星罡：哥伦比亚大学教授[78]
- 潘翼彪：匹兹堡大学数学系教授[79]
- 钱剑明：密歇根大学教授[80]
- 邵启满：香港科技大学教授、Oregon大学教授、国际数理统计学会Fellow
- Zhong Shao：[81] - Professor of Computer Science, Yale University
- 邵中：耶鲁大学计算机科学系教授[82]
- 舒其望（Chi-Wang Shu）：[83] - Theodore B. Stowell University Professor, Chairman(1999–2005), Division of Applied Mathematics, ISI Highly Cited Author in Mathematics by the ISI Web of Knowledge, Brown University
- 斯其苗：Rice大学物理与天文学系教授
- 萧强：加州大学伯克利分校新闻学院与信息学院兼职教授[84]
- Xiaodong Song：伊利诺伊大学厄巴纳-香槟分校教授[85]
- Jing Sun：[86] - Professor, Naval Architecture & Marine Engineering, University of Michigan
- 谭勇：华盛顿大学教授[87]
- 童玮：耶鲁大学教授[88]
- 汪扬：佐治亚理工学院数学院教授[89]
- 王东明： 法国国家科学研究中心主任研究员[90]，Laboratoire d'Informatique de Paris 6
- 王继平：西北大学统计系教授[91]
- 王家槐（Jiahuai Wang）:[92] - Associate Professor of Pediatrics, Harvard Medical School
- 王力军：埃尔朗根-纽伦堡大学教授、Fellow of the Optical Society of America
- Shan X. Wang：[93] - Professor of Materials Science and Engineering & Electrical Engineering, Director of Stanford Center for Magnetic Nanotechnology, Stanford University
- Shuang Wang：[94] - Associate Professor of Biostatistics, Columbia University
- 王伟强：弗吉尼亚大学数学系教授[95]
- Xiaowu Wang：[96] - Founder and President of Polysoftware International, Inc
- Yuanxun Wang：[97] - Associate Professor of Physical and Wave Electronics, UCLA
- 王跃东：加州大学圣芭芭拉分校统计学系教授[98]
- 王正汉：印第安纳大学数学系教授[99]
- 王洲：西北大学医学院教授[100]
- Ying Wei：[101] - Associate Professor of Biostatistics, Columbia University
- Xiao-Gang Wen：[102] - Cecil and Ida Green Professor of Physics, MIT
- 吴英年：[103] - Professor of Statistical modeling and learning, UCLA
- 相里斌：中国科学院西安分院院长、陕西省科学院院长[104]
- 熊伟：普林斯顿大学教授[105]
- 徐佩：西北大学数学系教授[106]
- 徐先凡：普度大学机械工程学院教授[107]
- 许琰：匹兹堡大学医学院教授[108]
- 杨培东（Peidong Yang）：[109] - Professor of Chemistry, University of California, Berkeley
- Jingbo Ye：南方卫理公会大学教授[110]
- 叶如钢：加利福尼亚大学圣塔芭芭拉分校教授[111]
- 尹希：哈佛大学物理系教授[112]
- Zhongwen Zhan：[113] - Assistant Professor of Geophysics, Caltech
- 张大林：马里兰大学教授[114]
- 张家杰：德克萨斯大学休斯顿医疗中心健康信息学院多丽丝-罗斯讲席教授、副院长，美国医疗信息科学院院士 (Fellow)
- Huimin Zhao：伊利诺伊大学厄巴纳-香槟分校教授[115]
- 郑永飞：中国科学技术大学教授、MSA Fellow
- Bing Zhou：[116] - Professor of Physics, University of Michigan
- 周冰：密歇根大学物理系教授[117]
- 周强：加州大学伯克利分校教授[118]
- 周世宇：威斯康辛麦迪逊大学教授[119]
- Stephen Y. Chou：[120] - Joseph C. Elgin Professor of Engineering, Princeton University
- Junjie Zhu：[121] - Professor of Physics, University of Michigan
- 朱松纯：[122] - Professor of Statistics and Computer Science, UCLA
- 庄小威（Xiaowei Zhuang）：[123] -  Professor of Chemistry and Chemical Biology & Physics, Howard Hughes Medical Institute Investigator, Harvard University, member of National Academy of Sciences

## 商界
- 陈必亭：益海嘉里集团董事长，前神华集团董事长、江苏省副省长
- 邓中翰：中星微电子董事长，中国工程院院士
- 李西廷：迈瑞医疗董事长
- 郭元林：清华紫光集团副总裁
- 嵇晓华：果壳网、科学松鼠会创始人，CEO
- 刘庆峰：科大讯飞总裁[124]
- 王永民：五笔字型输入法的发明人，全国劳动模范，中国王码集团董事长[125][126]
- 杨元庆：联想集团董事长
- 张亚勤：百度总裁,IEEE Fellow, 中国工程院外籍院士
- 万飚：华为前副总裁，消费者业务首席运营官，荣耀终端有限公司董事长
- 张瑞敏：海尔集团总裁
- 郭去疾：谷歌中国创始人之一，兰亭集势前董事长兼CEO
- 王维勇：华润万家有限公司副总裁
- 薛峰：用友软件集团前副总裁兼产品总监
- 蒋继宁：网大（中国）有限公司总裁
- 骆小春：美国汇丰银行高级副总裁
- 熊雨前：福昕软件开发有限公司董事长兼总经理
- 李俊凌：前摩托罗拉公司北亚发展战略部总监，阿里巴巴集团参谋部副总裁，中国雅虎社区、资讯与通讯业务总经理
- 王晓刚：商汤科技联合创始人
- 陈云霁：北京中科寒武纪科技有限公司创始人
- 陈晓薇：前中国中央电视台外语记者， 前中华网总经理
- 王明旭：爱尔眼科CEO

## 政界（副部级及以上）
| 姓名   | 籍贯       | 公职列表 | 党职列表 | 行政级别 | 与中国科学技术大学的关系 |
| ------ | ---------- | --- | --- | -------- | --- |
| 汪洋   | 安徽宿州人 | 第十三届全国政协主席（2018.03-2023.03），国务院副总理（2013.03-2018.03，排名第三，分管农业、水利、防汛抗旱、扶贫开发、商务、旅游等）。                                                                         | 中国共产党第十九届中央政治局常委（排名第四），第十七、十八、十九届中央政治局委员。中共广东省委书记（2007.12-2012.12）、中共重庆市委书记（2005.12-2007.11）等职。中国共产党第十六届中央委员会候补委员，第十七、十八、十九届中央委员会委员。                                          | 正国家级 | 1993-1995年，中国科学技术大学管理科学专业在职学习，获工学硕士学位（时任安徽省副省长） |
| 李贵鲜 | 辽宁营口人 | 第九、十届全国政协副主席（1998.03-2008.03），国务委员（1988.03-1998.03），国家行政学院院长（1994-1998），中国人民银行行长（1988-1993）。                                                                       | 中国人民银行党组书记（1988-1993），中共安徽省委书记（1986-1988），中共辽宁省委书记（1985-1986）等。中国共产党第十二（系1985年9月中共全国代表会议上增选）、十三、十四、十五、十六届中央委员会委员（1985.09-2007.10）。                                                               | 副国家级 | 1959-1960年，中国科学技术大学本科学习，后赴苏联留学 |
| 王志珍 | 江苏苏州人 | 第十一届全国政协副主席（2008.03-2013.03） | 九三学社中央副主席（2005-2013）。 | 副国家级 | 1959―1964年，中国科学技术大学生物物理系本科学习 |
| 骆惠宁 | 浙江义乌人 | 山西省人大常委会主任（2017.01-），青海省省长（2010.01-2013.03）等职。 | 中共山西省委书记（2016.06-），中共青海省委书记（2013.03-2016.06）。中国共产党十七届中央委员会候补委员，第十八、十九届中央委员会委员。 | 正省部级 | 1999.09-2002.01，中国科学技术大学管理科学与工程专业在职学习，获管理学硕士学位（时任中共安徽省委常委、宣传部部长） |
| 侯建国 | 福建福清人 | 中国科学院院长（2020.12-）、副院长（2018.03-2020.12），国家质量监督检验检疫总局副局长（2017.06-2018.03），科学技术部副部长（2015.01-2016.11），第十一届全国人民代表大会常务委员会委员（2008.03-2013.03）等职。 | 中国科学院党组书记（2020.11-）、副书记（2018.03-2020.11）、中国科学院直属机关党委书记、中国科学院党校校长（2018.03-），国家质量监督检验检疫总局党组书记（2017.06-2018.03），中共广西壮族自治区党委副书记、自治区党校校长（2016.11-2017.05）等职。中国共产党第十九届中央委员会委员。 | 正省部级 | 1978—1982年，中国科学技术大学物理系晶体专业本科学习 1982—1989年，中国科学技术大学基础物理中心固体物理专业获硕士、博士学位 1995—2008年，中国科学技术大学基础物理中心教师、副主任，结构成分分析中心主任，理化科学中心主任，副校长，常务副校长 2008-2015年，中国科学技术大学校长 |
| 聂辰席 | 河北灵寿人 | 国家广播电视总局局长（2018.03-2022.06），中央电视台台长（2015.04-2018.02）等职 | 中共中央宣传部副部长（2018.03-2022.06），国家广播电视总局党组书记（2018.03-2022.06）。中国共产党第十九届中央委员会委员。 | 正省部级 | 1991－1994年，中国科学技术大学管理科学系管理科学专业研究生班学习（时任河北省政府研究室经济研究中心综合处主任科员、信息资料处副处长） |
| 强卫   | 江苏无锡人 | 第十三届全国政协社会和法制委员会副主任（2018.03-2023.03），第十二届全国人大内务司法委员会副主任（2016.07-2018.03）等职                                                                                         | 中共江西省委书记（2013.03-2016.06），中共青海省委书记（2007.03-2013.03）等职。中国共产党第十六届中央候补委员，第十七、十八届中央委员会委员。 | 正省部级 | 1991.09-1996.11，中国科学技术大学研究生院经济管理专业在职学习，获工学硕士学位（时任中共北京市委常委、市政法委书记） |
| 孟学农 | 山东蓬莱人 | 第十二届全国政协社会和法制委员会主任（2013.03-2018.03），山西省省长（2008.01-2010.01），国务院南水北调工程建设委员会办公室副主任（2003.09-2007.08），北京市市长（2003.01-2003.09）等职                         | 中直机关工委常务副书记（2012.04-2013.03）、副书记（2010.01-2012.04），中共山西省委副书记（2007.08-2010.01），中共北京市委副书记（2002.12-2003.09）等职。中国共产党第十六、十七、十八届中央委员会委员。                                                                              | 正省部级 | 1991.09－1995.09， 中国科学技术大学研究生院管理科学专业在职学习，获硕士学位（时任北京市副市长） |
| 于迅   | 山东烟台人 | 第十三届全国政协港澳台侨委员会副主任（2018.03-2023.03），海南省政协主席（2011.07-2018.01）等职。 | 中共海南省政协党组书记（2011.07-2018.01）等职。 | 正省部级 | 1990.02-1993.01，中国科学技术大学研究生院管理科学专业学习（时任海南省洋浦开发区办公室副厅级副主任，儋县县委书记、县长） |
| 刘燕华 | 河北邯郸人 | 中华人民共和国科学技术部副部长（2001.11-2010）等职。 | 中华人民共和国科学技术部党组成员（2001.11-2010）等职。 | 副省部级 | 1978-1981年，中国科学技术大学研究生院自然地理专业学习，获硕士学位 |
| 张克俭 | 江苏昆山人 | 中华人民共和国工业和信息化部副部长，国家航天局局长，国家原子能机构主任，国家国防科技工业局局长（2018.03-）等职。                                                                                               | 中华人民共和国工业和信息化部党组成员，国家国防科技工业局党组书记（2018.03-）等职。 | 副省部级 | 中国科学技术大学近代力学系爆炸力学专业研究生学习，工学硕士 |
| 陈肇雄 | 福建莆田人 | 中华人民共和国工业和信息化部副部长（2015.10-），湖南省常务副省长、副省长（2007.12-2015.10）等职。 | 中华人民共和国工业和信息化部党组成员（2015.10-），中共湖南省委常委（2007.12-2015.10）等职。 | 副省部级 | 1982.09-1985.02，中国科学技术大学研究生院计算机应用专业学习，获硕士学位 |
| 俞贵麟 | 浙江杭州人 | | 中国共产党第十八届中央纪律检查委员会常委，中央国家机关工委副书记、纪工委书记兼工委机关党委书记（2012.11-2015.11）等职。 | 副省部级 | 1973.09-1976.12，中国科学技术大学近代物理系加速器专业本科学习 |
| 石刚   | 安徽桐城人 | 国务院研究室副主任（2013.06-2021.10），李克强总理办公室主任（2013.07-），国家发展和改革委员会综合司司长（2006.06-2013.06）等职。                                                                               | | 副省部级 | 1978-1982，中国科学技术大学本科学习，获工学学士 |
| 罗世谦 | 安徽望江人 | | 中共上海市委副书记（2001.04-2007.05）、市纪委书记（2002.03-2006.11）、市委党校校长等职。 | 副省部级 | 1961.07-1966.09，在中国科学技术大学无线电电子学系无线电技术专业本科学习 1966.09-1968.02，留校待分配 |
| 王路   | 浙江桐庐人 | 海南省副省长（2013.01-），海南省政协副主席（2008.01-2013.01）等职。 | 农工民主党中央副主席（2017.12-）等职。 | 副省部级 | 1978.09-1983.08 中国科学技术大学近代力学系本科学习 |
| 张家坤 | 福建福州人 | 福建省人大常委会常务副主任（2004.12-2008.02）、副主任（2003.01-2004.12），福建省常务副省长（2001.12-2003.01）、副省长（1992.04-2001.12）等职。                                                                 | 福建省人大常委会党组书记（2004.12-2008.02）、副书记（2003.01-2004.12），中共福建省委常委（1995.10-2008.02）等职。 | 副省部级 | 1962-1967年，中国科学技术大学无线电电子管系本科学习 |
| 饶子和 | 江苏南京人 | 天津市科协第八届委员会主席（2014.02-），天津市政协副主席（2011.01-2013.01），南开大学校长（2007.03-2011.01）等职。                                                                                             | | 副省部级 | 1973.08-1977.01， 中国科学技术大学生物物理专业本科学习 |
| 韩修国 | 江苏南京人 | 国有重点大型企业监事会主席（2001.09-2009.03），甘肃省副省长（1998.01-2001.09）等职。 | | 副省部级 | 1963年9月，中国科学技术大学近代化学系放射化学专业本科学习 |
| 王晓   | 山东枣庄人 | 青海省副省长（2013.05-2015.05） | 中共青海省委常委、中共西宁市委书记、西宁（国家级）经济技术开发区党工委书记（2015.05-），中共青海省委常委（2013.05-2015.05），共青团中央书记处常务书记（2009.01-2013.05）、书记（2003.07-2009.01）等职。                                                                             | 副省部级 | 1986.09-1991.07，中国科学技术大学工程热物理系本科学习，郭沫若奖学金获得者。（其间：1989.08-1991.07，任全国学联副主席） |
| 胡世忠 | 江苏武进人 | 江西省人大常委会副主任（2019.01- ） | | 副省部级 | 1989年中国科学技术大学自动控制理论与应用专业硕士毕业，获工学硕士学位 |
| 唐承沛 | 安徽桐城人 | 中华人民共和国民政部副部长（2018.03-），安徽省副省长（2008.01-2012.02）等职。 | 中华人民共和国民政部党组成员（2018.03-），中共贵州省委常委（2017.07-2017.09）、省委秘书长（2017.08-2017.09）、省委办公厅主任（2017.08）、省政法委书记（2017.09），中共安徽省委常委（2011.10-2012.06）、省委秘书长（2012.06）、省委宣传部部长（2011.10-2012.02）等职。               | 副省部级 | 1995.09-1998.06，中国科学技术大学马克思主义理论教育专业在职学习，获法学硕士学位（时任共青团安徽省委副书记、党组成员） |
| 牛立文 | 安徽濉溪人 | 安徽省政协副主席（2013.01-） | 农工民主党中央常委（2007.12-），农工民主党安徽省委会主委（2007.06-）等职。 | 副省部级 | 1978.03-1982.07，在中国科学技术大学生物学系分子生物学专业学习 1982.07-1982.09，毕业留校待分配 1986.09-2009.03，中国科学技术大学生物学系助教、讲师、副教授、副主任、教授，生命科学学院副院长、常务副院长、执行院长 2014.12-，中国科学技术大学生命科学学院教授、博士生导师      |

## 其他
- 方是民：科普作家，笔名方舟子。
- 袁岚峰：中国科学技术大学副研究员，科普作家，《科技袁人》主讲人
- 陈平：复旦大学中国研究院研究员，开辟网名“眉山剑客”系列网络节目而成网络名人。
- 贺建奎：中国南方科技大学生物系副教授，通过基因编辑技术，对尝试使婴儿获得对部分艾滋病具备免疫能力，引发诸多争议。
- 高登义：中国科学探险协会主席，中国完成地球三极（南极、北极和珠峰）科学考察第一人[127]
- 黎鸣：中国当代哲学家，著有《西方哲学死了》、《恢复哲学的尊严》等畅销书。
- 史丰收：速算专家，创立史丰收速算法[128]。